# Motomondiale 2006
Il Motomondiale 2006 è stata la 58ª edizione del motomondiale e si è sviluppato sulla base di 17 gran premi, gli stessi dell'edizione precedente. Con il GP di Germania durante la stagione si raggiunsero anche i 700 gran premi nella storia del motomondiale.

## Il contesto
Le prove furono tutte corse di domenica con le solite eccezioni del Gran Premio del Qatar e del Gran Premio d'Olanda che si corsero di sabato.
L'inizio di stagione fu nuovamente con la disputa del Gran Premio motociclistico di Spagna il 26 marzo a Jerez de la Frontera; vi fu però un nuovo mescolamento dei restanti gran premi con le prove di Turchia, Qatar e Cina che precedettero 6 prove europee prima della nuova trasferta negli Stati Uniti d'America. Si ritornò quindi in Europa per la disputa del Gran Premio motociclistico della Repubblica Ceca, seguito a sua volta dalle trasferte in Asia e Oceania. Nel mese di ottobre si tornò nuovamente nel vecchio continente e, dopo la prova in Portogallo la stagione si chiuse il 29 ottobre con quella che ormai stava diventando la prova classica di chiusura, il Gran Premio motociclistico della Comunità Valenciana.
Al termine del campionato si sono laureati campioni: nella MotoGP Nicky Hayden, nella classe 250 Jorge Lorenzo e nella classe 125 Álvaro Bautista. Per quanto riguarda i titoli costruttori si imposero la Honda in MotoGP e la Aprilia nelle altre due classi.

## Il calendario
| Data         | Gran Premio                  | Circuito       | Vincitore MotoGP | Vincitore 250    | Vincitore 125   | Resoconto |
| ------------ | ---------------------------- | -------------- | ---------------- | ---------------- | --------------- | --------- |
| 26 marzo     | GP di Spagna                 | Jerez          | Loris Capirossi  | Jorge Lorenzo    | Álvaro Bautista | Resoconto |
| 8 aprile     | GP del Qatar                 | Losail         | Valentino Rossi  | Jorge Lorenzo    | Álvaro Bautista | Resoconto |
| 30 aprile    | GP di Turchia                | Istanbul       | Marco Melandri   | Hiroshi Aoyama   | Héctor Faubel   | Resoconto |
| 14 maggio    | GP di Cina                   | Shanghai       | Daniel Pedrosa   | Héctor Barberá   | Mika Kallio     | Resoconto |
| 21 maggio    | GP di Francia                | Le Mans        | Marco Melandri   | Yūki Takahashi   | Thomas Lüthi    | Resoconto |
| 4 giugno     | GP d'Italia                  | Mugello        | Valentino Rossi  | Jorge Lorenzo    | Mattia Pasini   | Resoconto |
| 18 giugno    | GP di Catalogna              | Catalunya      | Valentino Rossi  | Andrea Dovizioso | Álvaro Bautista | Resoconto |
| 24 giugno    | GP d'Olanda                  | Assen          | Nicky Hayden     | Jorge Lorenzo    | Mika Kallio     | Resoconto |
| 2 luglio     | GP di Gran Bretagna          | Donington Park | Daniel Pedrosa   | Jorge Lorenzo    | Álvaro Bautista | Resoconto |
| 16 luglio    | GP di Germania               | Sachsenring    | Valentino Rossi  | Yūki Takahashi   | Mattia Pasini   | Resoconto |
| 23 luglio    | GP degli USA                 | Laguna Seca    | Nicky Hayden     | No 250 e 125     | No 250 e 125    | Resoconto |
| 20 agosto    | GP della Repubblica Ceca     | Brno           | Loris Capirossi  | Jorge Lorenzo    | Álvaro Bautista | Resoconto |
| 10 settembre | GP della Malesia             | Sepang         | Valentino Rossi  | Jorge Lorenzo    | Álvaro Bautista | Resoconto |
| 17 settembre | GP d'Australia               | Phillip Island | Marco Melandri   | Jorge Lorenzo    | Álvaro Bautista | Resoconto |
| 24 settembre | GP del Giappone              | Motegi         | Loris Capirossi  | Hiroshi Aoyama   | Mika Kallio     | Resoconto |
| 15 ottobre   | GP del Portogallo            | Estoril        | Toni Elías       | Andrea Dovizioso | Álvaro Bautista | Resoconto |
| 29 ottobre   | GP della Comunità Valenciana | Valencia       | Troy Bayliss     | Alex De Angelis  | Héctor Faubel   | Resoconto |

## Sistema di punteggio e legenda
| Pos.  | 1  | 2  | 3  | 4  | 5  | 6  | 7 | 8 | 9 | 10 | 11 | 12 | 13 | 14 | 15 | 16 > |
| ----- | -- | -- | -- | -- | -- | -- | - | - | - | -- | -- | -- | -- | -- | -- | ---- |
| Punti | 25 | 20 | 16 | 13 | 11 | 10 | 9 | 8 | 7 | 6  | 5  | 4  | 3  | 2  | 1  | 0    |

## Le classi

### MotoGP

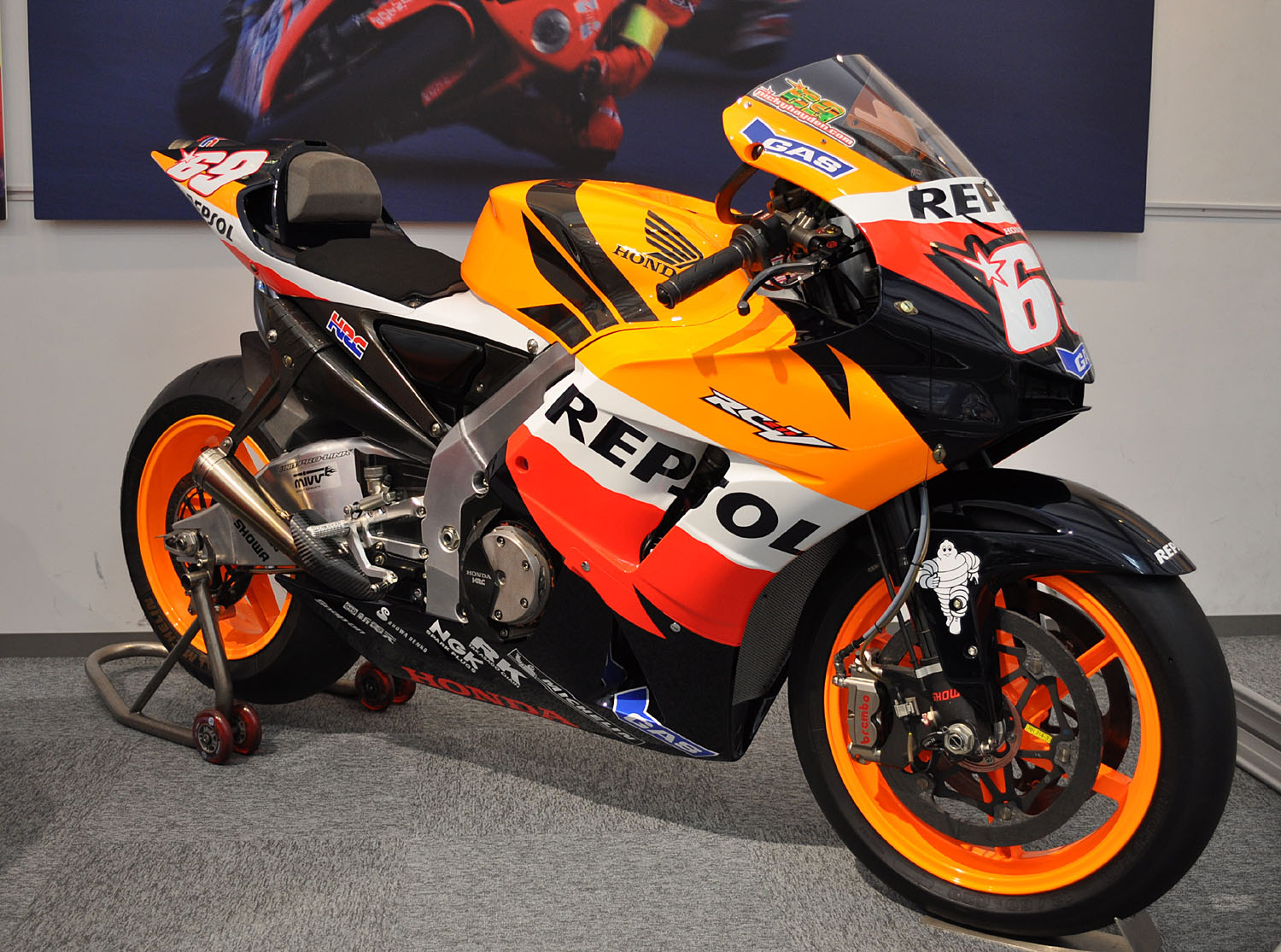
La Honda RC211V di Nicky Hayden.

L'assegnazione del titolo piloti avvenne solo all'ultima gara dell'anno, il GP della Comunità Valenciana, con Nicky Hayden sulla Honda RC211V che precedette Valentino Rossi sulla Yamaha YZR-M1 e Loris Capirossi sulla Ducati Desmosedici.
Hayden si impose nonostante avesse ottenuto solo due successi nei singoli gran premi; meglio di lui fecero Rossi vittorioso in 5 occasioni, Capirossi in 3, Marco Melandri in 3; due vittorie come il pilota iridato le ottenne anche Daniel Pedrosa mentre gli ultimi due successi furono di Toni Elías e di Troy Bayliss. Per quest'ultimo la partecipazione con relativa vittoria nella prova conclusiva del campionato fu l'unica partecipazione stagionale: la Ducati Corse lo schierò in sostituzione dell'infortunato Sete Gibernau quasi come un premio per aver ottenuto la vittoria nel Campionato mondiale Superbike di quello stesso anno.
Per quanto riguarda la classifica riservata ai costruttori il titolo fu della Honda che precedette Yamaha e Ducati; tra i team prevalse la squadra Honda Racing Corporation formata da Hayden e Daniel Pedrosa.
Fu questa del 2006 l'ultima stagione in cui erano ammesse moto di cilindrata fino a 1.000 cm³, dal motomondiale 2007 la cilindrata massima verrà portata a 800 cm³.

#### Classifica piloti (prime 5 posizioni)
| Pos. | Pilota          | Moto   |    |   |    |     |     |   |     |    |   |   |     |   |   |    |   |     |    | P.ti |
| ---- | --------------- | ------ | -- | - | -- | --- | --- | - | --- | -- | - | - | --- | - | - | -- | - | --- | -- | ---- |
| 1    | Nicky Hayden    | Honda  | 3  | 2 | 3  | 2   | 5   | 3 | 2   | 1  | 7 | 3 | 1   | 9 | 4 | 5  | 5 | Rit | 3  | 252  |
| 2    | Valentino Rossi | Yamaha | 14 | 1 | 4  | Rit | Rit | 1 | 1   | 8  | 2 | 1 | Rit | 2 | 1 | 3  | 2 | 2   | 13 | 247  |
| 3    | Loris Capirossi | Ducati | 1  | 3 | 6  | 8   | 2   | 2 | NP  | 15 | 9 | 5 | 8   | 1 | 2 | 7  | 1 | 12  | 2  | 229  |
| 4    | Marco Melandri  | Honda  | 5  | 7 | 1  | 7   | 1   | 6 | NP  | 7  | 3 | 2 | 3   | 5 | 9 | 1  | 3 | 8   | 5  | 228  |
| 5    | Daniel Pedrosa  | Honda  | 2  | 6 | 14 | 1   | 3   | 4 | Rit | 3  | 1 | 4 | 2   | 3 | 3 | 15 | 7 | Rit | 4  | 215  |
| Pos. | Pilota          | Moto   |    |   |    |     |     |   |     |    |   |   |     |   |   |    |   |     |    | P.ti |

| Legenda                                                                        | 1º posto        | 2º posto        | 3º posto | A punti      | Senza punti        | Grassetto=Pole position Corsivo=Giro più veloce |
| Legenda                                                                        | Gara non valida | Non qualificato | Ritirato | Squalificato | "-" Dato non disp. | Grassetto=Pole position Corsivo=Giro più veloce |
| Fonte dei dati: motogp.com, racingmemo.free.fr, autosport.com, jumpingjack.nl. |                 |                 |          |              |                    |                                                 |

#### Classifica costruttori (prime tre posizioni)
| Pos. | Costruttore | Motocicletta |    |   |   |   |   |   |    |    |   |   |   |   |   |   |   |    |   | P.ti |
| ---- | ----------- | ------------ | -- | - | - | - | - | - | -- | -- | - | - | - | - | - | - | - | -- | - | ---- |
| 1    | Honda       | RC211V       | 2  | 2 | 1 | 1 | 1 | 3 | 2  | 1  | 1 | 2 | 1 | 3 | 3 | 1 | 3 | 1  | 3 | 360  |
| 2    | Yamaha      | YZR-M1       | 11 | 1 | 4 | 3 | 6 | 1 | 1  | 8  | 2 | 1 | 7 | 2 | 1 | 3 | 2 | 2  | 9 | 289  |
| 3    | Ducati      | Desmosedici  | 1  | 3 | 6 | 8 | 2 | 2 | 10 | 12 | 9 | 5 | 8 | 1 | 2 | 4 | 1 | 11 | 1 | 248  |

#### Classifiche squadre (prime tre posizioni)
| Pos. | Squadra         | Piloti          |     |   |    |     |     |    |     |    |    |    |     |    |    |     |   |     |    | P.ti |
| ---- | --------------- | --------------- | --- | - | -- | --- | --- | -- | --- | -- | -- | -- | --- | -- | -- | --- | - | --- | -- | ---- |
| 1    | Repsol Honda    | Nicky Hayden    | 3   | 2 | 3  | 2   | 5   | 3  | 2   | 1  | 7  | 3  | 1   | 9  | 4  | 5   | 5 | Rit | 3  | 467  |
| 1    | Repsol Honda    | Daniel Pedrosa  | 2   | 6 | 14 | 1   | 3   | 4  | Rit | 3  | 1  | 4  | 2   | 3  | 3  | 15  | 7 | Rit | 4  | 467  |
| 2    | Camel Yamaha    | Valentino Rossi | 14  | 1 | 4  | Rit | Rit | 1  | 1   | 8  | 2  | 1  | Rit | 2  | 1  | 3   | 2 | 2   | 13 | 371  |
| 2    | Camel Yamaha    | Colin Edwards   | 11  | 9 | 9  | 3   | 6   | 12 | 5   | 13 | 6  | 12 | 9   | 10 | 10 | Rit | 8 | 4   | 9  | 371  |
| 3    | Ducati Marlboro | Loris Capirossi | 1   | 3 | 6  | 8   | 2   | 2  | Rit | 15 | 9  | 5  | 8   | 1  | 2  | 7   | 1 | 12  | 2  | 356  |
| 3    | Ducati Marlboro | Sete Gibernau   | Rit | 4 | 11 | 9   | 8   | 5  | Rit |    |    | 8  | 10  |    | 5  | 4   | 4 | Rit |    | 356  |
| 3    | Ducati Marlboro | Troy Bayliss    |     |   |    |     |     |    |     |    |    |    |     |    |    |     |   |     | 1  | 356  |
| 3    | Ducati Marlboro | Alex Hofmann    |     |   |    |     |     |    |     | 12 | 13 |    |     | 16 |    |     |   |     |    | 356  |
| Pos. | Squadra         | Piloti          |     |   |    |     |     |    |     |    |    |    |     |    |    |     |   |     |    | P.ti |

| Legenda                                                                        | 1º posto        | 2º posto        | 3º posto | A punti      | Senza punti        | Grassetto=Pole position Corsivo=Giro più veloce |
| Legenda                                                                        | Gara non valida | Non qualificato | Ritirato | Squalificato | "-" Dato non disp. | Grassetto=Pole position Corsivo=Giro più veloce |
| Fonte dei dati: motogp.com, racingmemo.free.fr, autosport.com, jumpingjack.nl. |                 |                 |          |              |                    |                                                 |

### Classe 250

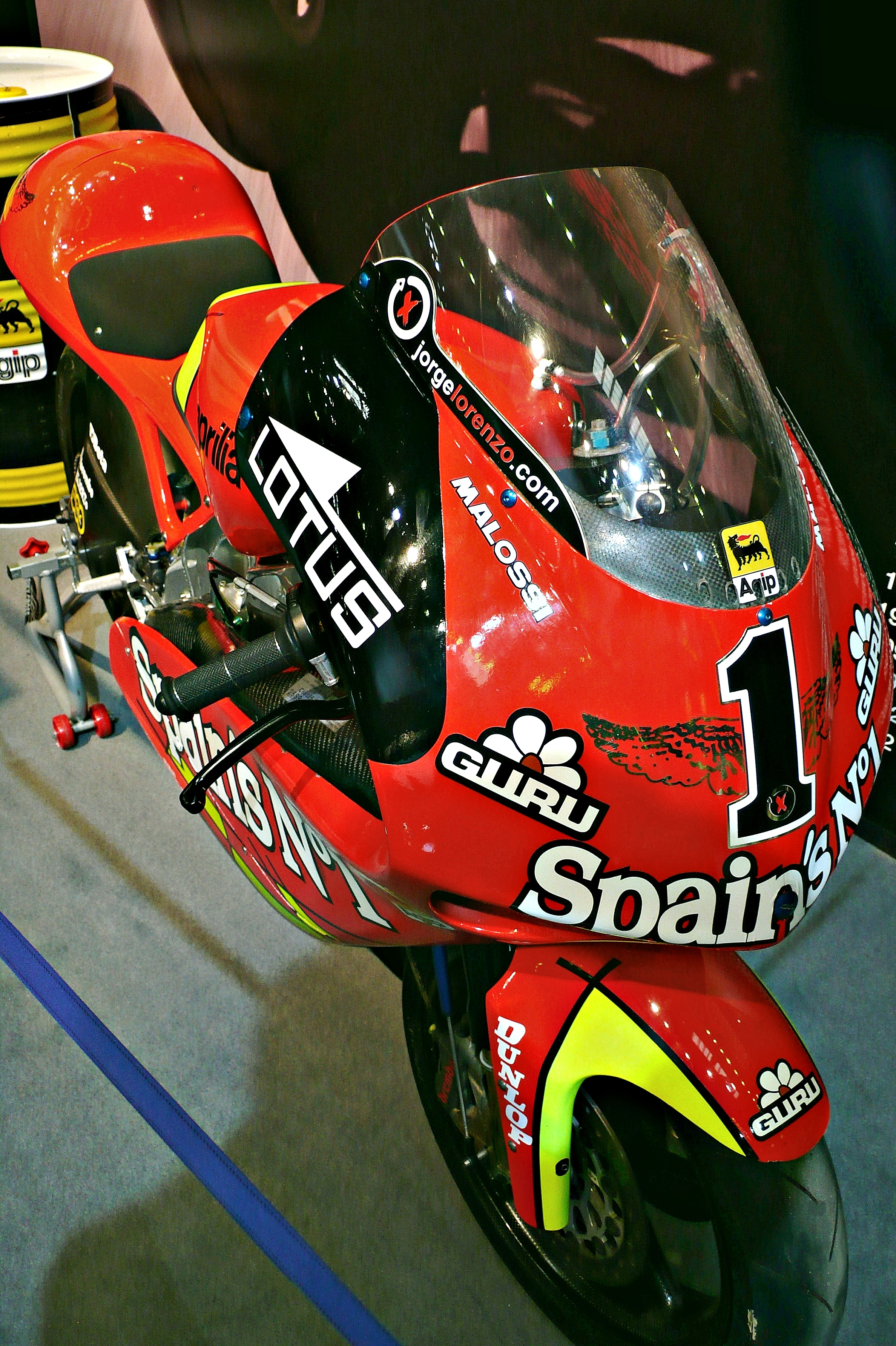
L'Aprilia RSV 250 del team Fortuna Aprilia, con la quale Lorenzo vinse il titolo mondiale.

Come in diverse occasioni precedenti, il detentore del titolo dell'anno precedente, Daniel Pedrosa, era passato a competere nella categoria di cilindrata superiore e si ebbe un nuovo campione del mondo: il titolo piloti fu ottenuto da Jorge Lorenzo in sella ad una Aprilia che ottenne anche 8 vittorie e precedette in classifica Andrea Dovizioso su una Honda (vincitore di due gran premi) e Alex De Angelis su Aprilia (vittorioso in una occasione).
La classifica riservata ai costruttori vide prevalere Aprilia su Honda e KTM.
In occasione del GP di Germania la Honda ottenne con Yūki Takahashi la 200ª vittoria in questa classe.

#### Classifica piloti (prime 5 posizioni)
| Pos. | Pilota            | Moto    |   |     |     |     |     |     |   |   |   |   |    |     |     |   |   |   |     | P.ti |
| ---- | ----------------- | ------- | - | --- | --- | --- | --- | --- | - | - | - | - | -- | --- | --- | - | - | - | --- | ---- |
| 1    | Jorge Lorenzo     | Aprilia | 1 | 1   | Rit | 4   | Rit | 1   | 2 | 1 | 1 | 3 | NE | 1   | 1   | 1 | 3 | 5 | 4   | 289  |
| 2    | Andrea Dovizioso  | Honda   | 3 | 2   | 3   | 2   | 2   | 3   | 1 | 3 | 6 | 4 | NE | 2   | 2   | 4 | 4 | 1 | 7   | 272  |
| 3    | Alex De Angelis   | Aprilia | 2 | Rit | 12  | Rit | 5   | 2   | 3 | 2 | 2 | 2 | NE | Rit | 3   | 2 | 2 | 3 | 1   | 228  |
| 4    | Hiroshi Aoyama    | KTM     | 6 | 5   | 1   | 3   | 4   | Rit | 6 | 9 | 3 | 8 | NE | 3   | Rit | 3 | 1 | 2 | Rit | 193  |
| 5    | Roberto Locatelli | Aprilia | 7 | 3   | 4   | 7   | 6   | 6   | 4 | 5 | 4 | 6 | NE | 4   | 5   | 7 | 5 | 4 | 2   | 191  |
| Pos. | Pilota            | Moto    |   |     |     |     |     |     |   |   |   |   |    |     |     |   |   |   |     | P.ti |

| Legenda                                                                        | 1º posto        | 2º posto        | 3º posto | A punti      | Senza punti        | Grassetto=Pole position Corsivo=Giro più veloce |
| Legenda                                                                        | Gara non valida | Non qualificato | Ritirato | Squalificato | "-" Dato non disp. | Grassetto=Pole position Corsivo=Giro più veloce |
| Fonte dei dati: motogp.com, racingmemo.free.fr, autosport.com, jumpingjack.nl. |                 |                 |          |              |                    |                                                 |

#### Classifica costruttori (prime tre posizioni)
| Pos. | Costruttore | Motocicletta |   |   |   |   |   |    |   |   |   |   |    |   |     |   |   |   |   | P.ti |
| ---- | ----------- | ------------ | - | - | - | - | - | -- | - | - | - | - | -- | - | --- | - | - | - | - | ---- |
| 1    | Aprilia     | RSV 250      | 1 | 1 | 2 | 1 | 5 | 1  | 2 | 1 | 1 | 2 | NE | 1 | 1   | 1 | 2 | 3 | 1 | 357  |
| 2    | Honda       | RS 250 R     | 3 | 2 | 3 | 2 | 1 | 3  | 1 | 3 | 6 | 1 | NE | 2 | 2   | 4 | 4 | 1 | 6 | 290  |
| 3    | KTM         | 250 FRR      | 6 | 5 | 1 | 3 | 4 | 12 | 6 | 9 | 3 | 8 | NE | 3 | Rit | 3 | 1 | 2 | 8 | 205  |

### Classe 125
In questa classe si arrivò al fornitore unico di pneumatici: tutte le moto erano equipaggiate dall'azienda britannica Dunlop.
Il vincitore del titolo del 2005, Thomas Lüthi, arrivò quest'anno all'ottavo posto e il titolo piloti fu conquistato da Álvaro Bautista su una Aprilia che ottenne anche 8 vittorie e precedette Mika Kallio su KTM (3 vittorie nei singoli GP) e Héctor Faubel su Aprilia (vittorioso due volte).
Il titolo costruttori andò ad Aprilia che precedette KTM e Honda.
Sia il GP della Malesia che il GP d'Australia vennero interrotti a causa di un incidente e venne data una seconda partenza con percorrenza ridotta.

#### Classifica piloti (prime 5 posizioni)
| Pos. | Pilota          | Moto    |   |   |     |    |     |   |     |   |   |    |    |     |   |     |    |     |   | P.ti |
| ---- | --------------- | ------- | - | - | --- | -- | --- | - | --- | - | - | -- | -- | --- | - | --- | -- | --- | - | ---- |
| 1    | Álvaro Bautista | Aprilia | 1 | 1 | 2   | 3  | 4   | 2 | 1   | 3 | 1 | 2  | NE | 1   | 1 | 1   | 2  | 1   | 4 | 338  |
| 2    | Mika Kallio     | KTM     | 4 | 2 | Rit | 1  | 2   | 6 | Rit | 1 | 2 | 8  | NE | 2   | 2 | 2   | 1  | 3   | 2 | 262  |
| 3    | Héctor Faubel   | Aprilia | 6 | 6 | 1   | 7  | 14  | 5 | 2   | 6 | 4 | 4  | NE | Rit | 3 | 13  | 6  | 2   | 1 | 197  |
| 4    | Mattia Pasini   | Aprilia | 3 | 4 | 17  | 2  | Rit | 1 | 4   | 7 | 3 | 1  | NE | 6   | 7 | 3   | 4  | Rit | 9 | 192  |
| 5    | Sergio Gadea    | Aprilia | 7 | 3 | 3   | 11 | 8   | 4 | 3   | 2 | 5 | 10 | NE | 4   | 6 | Rit | 20 | 15  | 3 | 160  |
| Pos. | Pilota          | Moto    |   |   |     |    |     |   |     |   |   |    |    |     |   |     |    |     |   | P.ti |

| Legenda                                                                        | 1º posto        | 2º posto        | 3º posto | A punti      | Senza punti        | Grassetto=Pole position Corsivo=Giro più veloce |
| Legenda                                                                        | Gara non valida | Non qualificato | Ritirato | Squalificato | "-" Dato non disp. | Grassetto=Pole position Corsivo=Giro più veloce |
| Fonte dei dati: motogp.com, racingmemo.free.fr, autosport.com, jumpingjack.nl. |                 |                 |          |              |                    |                                                 |

#### Classifica costruttori (prime tre posizioni)
| Pos. | Costruttore | Motocicletta |   |   |    |   |   |   |     |   |   |   |    |   |   |   |   |   |   | P.ti |
| ---- | ----------- | ------------ | - | - | -- | - | - | - | --- | - | - | - | -- | - | - | - | - | - | - | ---- |
| 1    | Aprilia     | RS 125 R     | 1 | 1 | 1  | 2 | 4 | 1 | 1   | 2 | 1 | 1 | NE | 1 | 1 | 1 | 2 | 1 | 1 | 373  |
| 2    | KTM         | 125 FRR      | 4 | 2 | 11 | 1 | 2 | 6 | Rit | 1 | 2 | 8 | NE | 2 | 2 | 2 | 1 | 3 | 2 | 267  |
| 3    | Honda       | RS 125 R     | 8 | 8 | 6  | 4 | 1 | 8 | 6   | 8 | 8 | 6 | NE | 3 | 8 | 4 | 8 | 7 | 8 | 170  |